# Farfantepenaeus aztecus
Farfantepenaeus aztecus är en kräftdjursart som först beskrevs av Ives 1891.  Farfantepenaeus aztecus ingår i släktet Farfantepenaeus och familjen Penaeidae. Inga underarter finns listade i Catalogue of Life.

## Bildgalleri

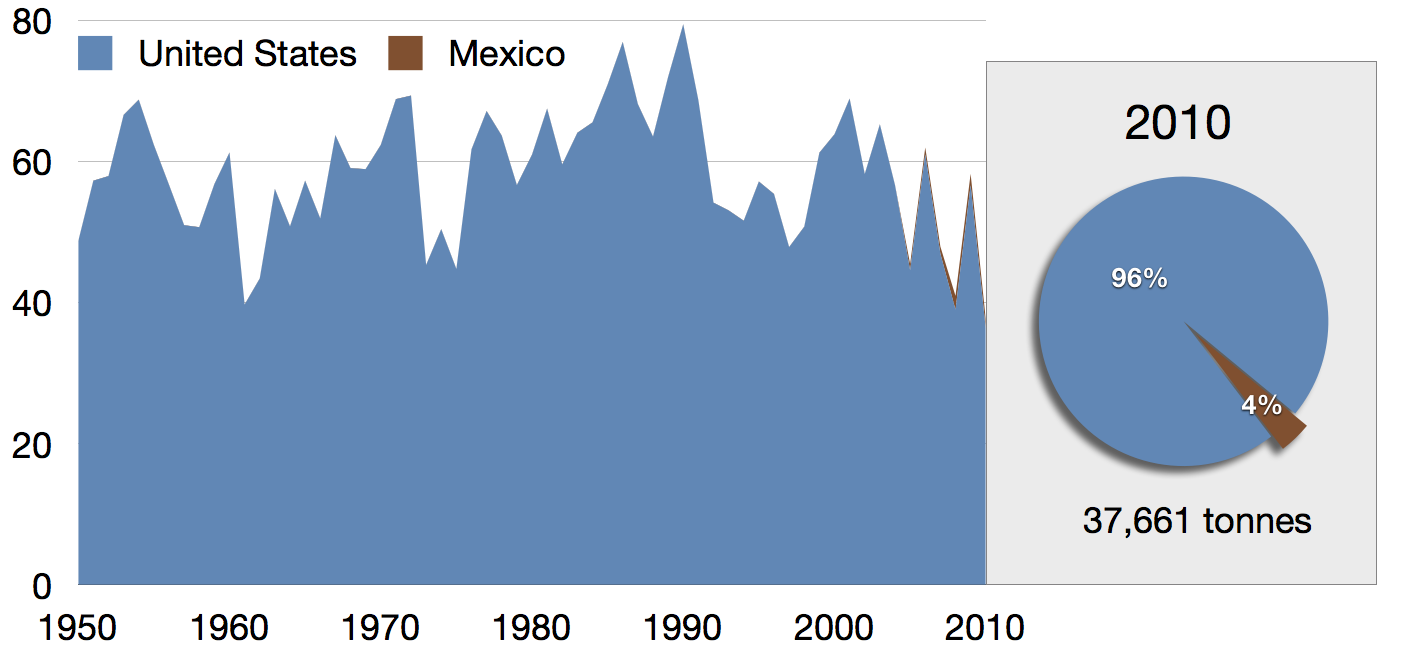
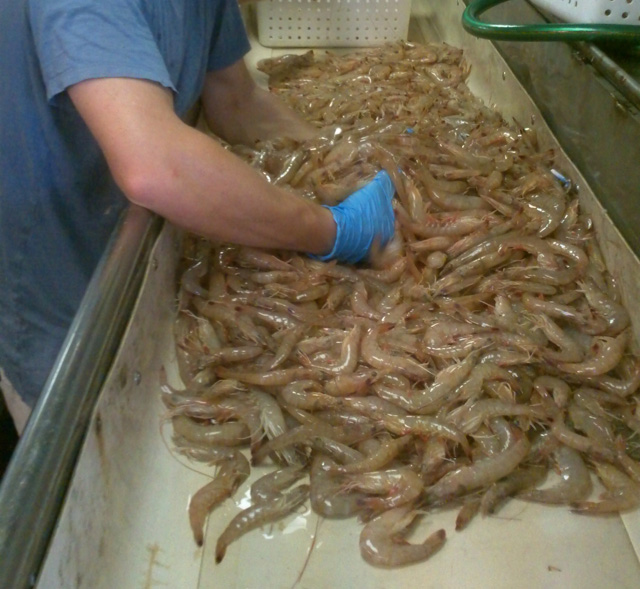